# ریکاردو سانتوویتو
ریکاردو سانتوویتو (انگلیسی: Riccardo Santovito؛ زادهٔ ۶ اکتبر ۱۹۹۹) بازیکن فوتبال است.